# ディック・マークス
ディック・マークス（Dick Marx、1924年4月12日 – 1997年8月12日）は、アメリカのジャズ・ピアニスト、編曲家。映画音楽やテレビ音楽、コマーシャル・ソングも手がけた。妻ルース・マークスとの間に、息子でシンガーソングライターのリチャード・マークスがいる 。前妻との間にも二人の姉妹（ナンシー、ジュディ）と息子（ジム）を儲けている。

## 経歴
幼少よりピアノを演奏し、シカゴのナイト・クラブでの演奏からプロとしてのキャリアをスタートさせた。1950年代にヘレン・メリルと組み、自分名義のアルバムを数枚リリースしている。1960年代にはやケネル・レーションや、ケロッグのレーズン・ブラン、ダイアル・ソープ、ネスレ・クランチ、アーム・アンド・ハンマーなどの有名ブランドや商品の広告用ジングルを制作した。1968年、シカゴ・ブラックホークスの応援歌「ヒア・カム・ザ・ホークス」を作曲。この応援歌は現在も使われており、ブラックホークス・ファンに定着している。
1975年にシカゴの放送局「WBBM-TV」のニュース番組に、古いフォークソング「アイ・ラブ・シカゴ、シカゴ・マイ・ホーム」を基に作曲したテーマソングを提供した。テーマソングは「WBBM-TV」が高視聴率をマークしていた1970年代から1980年代前半にかけて人気を博し、他のCBS傘下の放送局も早速このテーマソングを使うようになった。
1986年にロサンゼルスに住まいを移し、映画『プリティ・リーグ』や『Edwards and Hunt』、テレビ番組『ファッジ』などの音楽を手がけた。そのほかジョー・コッカーやYOSHIKI、息子のリチャード・マークスなどのポップス・ミュージシャンのアレンジも手がけていた。
1997年のラスベガスで自動車事故に遭い負傷。その後、イリノイ州ハイランドパークで亡くなった。

## ディスコグラフィ

### リーダー・アルバム
- Too Much Piano (1955年、Brunswick)
- Dick Marx Piano (1957年、Coral)
- 『マークス・メイクス・ブロードウェイ』 - Marx Makes Broadway (1957年、VSOP) ※with バディ・コレット
- Delicate Savagery (1958年、Coral)[3]

### 参加アルバム
ジョニー・フリゴ
- I Love John Frigo...He Swings (1957年、Mercury)

エディ・ハリス
- 『魅惑のテナー、ハリウッドへ行く』 - Eddie Harris Goes to the Movies (1962年、Vee-Jay)

ヘレン・メリル
- 『ザ・ニアネス・オブ・ユー』 - The Nearness of You (1958年、EmArcy)

ケン・ノーディン
- Word Jazz (1957年、Dot)
- Son of Word Jazz (1958年、Dot)
- Love Words (1958年、Dot)
- Next! (1959年、Dot)[3]

その他
- ルーシー・リード : 『ルーシー・リード・ウィズ・ビル・エヴァンス』 - The Singing Reed (1957年)
- リチャード・マークス : 『リチャード・マークス』 - Richard Marx (1957年)
- ジョージ・ガーシュウィン : 'S Wonderful, 'S Marvelous, 'S Gershwin (1972年)
- ピー・ウィー・キング・アンド・ヒズ・ゴールデン・ウェスト・カウボーイズ : Pee Wee King and His Golden West Cowboys (1995年) ※コンピレーション
- ジョージ・ガーシュウィン : The Complete Gershwin Songbooks (1995年) ※Various Artists・オムニバス
- ホーマー・アンド・ジェスロ : America's Song Butchers: The Weird World of Homer & Jethro (1997年)
- ピー・ウィー・キング : Blue Suede Shoes: Gonna Shake This Shack Tonight (2006年)[3]

### 編曲または指揮を担当したアルバム
- リチャード・マークス : 『リピート・オフェンダー』 - Repeat Offender (1989年)
- X JAPAN : 『ART OF LIFE』 - Art Of Life (1993年)
- ジョー・コッカー : 『ハヴ・ア・リトル・フェイス』 - Have a Little Faith (1994年)
- ロック・ヴォワジーン : Kissing Rain (1996年)
- ジョー・コッカー : 『アクロス・フロム・ミッドナイト』 - Across from Midnight (1997年)
- リチャード・マークス : 『この愛のすべて -フレッシュ&ボーン-』 - Flesh & Bone (1997年)[3]